# Campeonato Asiático de Atletismo Júnior de 2012
A 15ª edição do Campeonato Asiático de Atletismo Júnior foi o evento esportivo organizado pela Associação Asiática de Atletismo (AAA) para atletas com até 20 anos classificados como Júnior. O evento foi sediado em Colombo, no Sri Lanka, no período de  9 de junho a 12 de junho de 2012. Foram disputadas 44 provas igualmente distribuído entre masculino e feminino, com a presença de 25 nacionalidades. Foram quebrados sete recordes do campeonato. 

## Medalhistas

### Masculino
| Evento                      | Ouro                                   | Ouro         | Prata                                      | Prata    | Bronze                                                          | Bronze   |
| --------------------------- | -------------------------------------- | ------------ | ------------------------------------------ | -------- | --------------------------------------------------------------- | -------- |
| 100 metros                  | Hassan Taftian Irão                    | 10.49        | Xie Zhenye · China                         | 10.54    | Yousef Ali Al-Shalani · Arábia Saudita                          | 10.64    |
| 200 metros                  | Xie Zhenye · China                     | 21.15        | Kenta Kimura · Japão                       | 21.53    | Hassan Taftian Irão                                             | 21.60    |
| 400 metros                  | RA Dulaj Madusanka · Sri Lanka         | 47.36        | Kimura Kazushi · Japão                     | 47.53    | Bandar Atiyah Al-Kaabi · Arábia Saudita                         | 47.73    |
| 800 metros                  | Teng Haining · China                   | 1:46.56      | Hamza Driouch · Catar                      | 1:46.72  | Shota Kozuma · Japão                                            | 1:49.37  |
| 1.500 metros                | Hamza Driouch · Catar                  | 3:39.85      | Teng Haining · China                       | 3:43.00  | Jamal Al-Hayrani · Catar                                        | 3:48.11  |
| 5.000 metros                | Rahul Kumar Pal · Índia                | 14:33.60     | Kota Murayama · Japão                      | 14:33.67 | Keisuke Nakatani · Japão                                        | 14:58.23 |
| 10.000 metros               | Rahul Kumar Pal · Índia                | 30:28.95     | Kamino Daichi · Japão                      | 31:22.10 | Takahashi Soushi · Japão                                        | 31:54.63 |
| 110 metros com barreiras    | Kongdee Kittipong · Tailândia          | 13.86        | Cheng Yun-Yin · Taipé Chinesa              | 13.87    | Supun Viraj Randeniya · Sri Lanka                               | 13.94    |
| 400 metros com barreiras    | Ibrahim Mohamed Saleh · Arábia Saudita | 51.20        | Yuichi Nagano · Japão                      | 51.32    | Durgesh Kumar Pal · Índia                                       | 51.38    |
| 3.000 metros com obstáculos | Mohamed Hasim Salah · Catar            | 9:04.65      | Mohamad Al-Barakati · Arábia Saudita       | 9:15.81  | Le Trong Giang · Vietname                                       | 9:22.28  |
| Revezamento 4 x 100 metros  | Tailândia                              | 40.21        | Japão                                      | 40.39    | Hong Kong                                                       | 40.67    |
| Revezamento 4 x 400 metros  | Japão                                  | 3:09.64      | Arábia Saudita                             | 3:10.63  | Índia                                                           | 3:11.12  |
| Marcha atlética 10 km       | Kuldeep · Índia                        | 45:01.43     | Daisuke Matsunaga · Japão                  | 45:03.01 | Zhang Zhi · China                                               | 45:05.27 |
| Salto em altura             | Muamer Aissa Barshim · Catar           | 2.16 m       | Yuriy Dergachev · Cazaquistão              | 2.16 m   | Hsiang Chun-Hsien · Taipé ChinesaSubramaniam Navinraj · Malásia | 2.16 m   |
| Salto com vara              | Zhang Wei · China                      | 5.35 m       | Fuji Daiki · Japão                         | 4.80 m   | Moho Fahme Zam-Zam · Malásia                                    | 4.20 m   |
| Salto em comprimento        | Lin Qing · China                       | 7.96 m       | Tomoya Takamasa · Japão                    | 7.68 m   | Kumaravel Premkumar · Índia                                     | 7.52 m   |
| Salto triplo                | Fu Haitao · China                      | 16.38 m      | Pratchaya Tepparak · Tailândia             | 16.25 m  | Mostafa Khosravi Irão                                           | 15.31 m  |
| Arremesso de peso           | Li Meng · China                        | 19.95 m      | Mohammad Omer Abdul Qadri · Arábia Saudita | 18.44 m  | Wong Kai Yuen Singapura                                         | 17.39 m  |
| Arremesso de disco          | Mojtaba Shabaneh Irão                  | 58.79 m      | Arjun Kumar · Índia                        | 56.61 m  | Behnam Shiri Irão                                               | 55.72 m  |
| Lançamento do martelo       | Ashraf Amgad Elseify · Catar           | 80.85 m AJS, | Sukhdev Singh · Índia                      | 65.25 m  | Alhenoal Mobarais · Kuwait                                      | 59.86 m  |
| Lançamento do dardo         | Cheng Chao-Tsun · Taipé Chinesa        | 74.68 m      | Amir Hossein Hosseini Irão                 | 68.47 m  | Ku Chia-Hao · Taipé Chinesa                                     | 68.10 m  |
| Decatlo                     | Mao Chi-Shun · Taipé Chinesa           | 6252 pts     | Alzeed Majeed · Kuwait                     | 5957 pts | Jamaleddin Sanaei Irão                                          | 5422 pts |

### Feminino
| Evento                      | Ouro                                      | Ouro     | Prata                              | Prata    | Bronze                            | Bronze   |
| --------------------------- | ----------------------------------------- | -------- | ---------------------------------- | -------- | --------------------------------- | -------- |
| 100 metros                  | Liao Ching-Hsien · Taipé Chinesa          | 11.97    | Lin Huijun · China                 | 11.98    | Pakdee Khanrutai · Tailândia      | 12.17    |
| 200 metros                  | Lin Huijun · China                        | 24.69    | Olga Andreyeva · Cazaquistão       | 25.05    | Shanti Veronica Pereira Singapura | 25.09    |
| 400 metros                  | RM Shiwanthi Kumari Ratnayake · Sri Lanka | 55.91    | Priyanka Mondal · Índia            | 56.01    | Olga Andreyeva · Cazaquistão      | 56.03    |
| 800 metros                  | Wu Limin · China                          | 2:07.13  | Mizuki Yamamoto · Japão            | 2:08.67  | Tatyana Yurchenko · Cazaquistão   | 2:09.60  |
| 1.500 metros                | Wang Yanfei · China                       | 4:23.95  | Wu Limin · China                   | 4:24.36  | Saki Yoshimizu · Japão            | 4:26.76  |
| 3.000 metros                | Kotomi Takayama · Japão                   | 9:27.79  | Kim Hyr Gyeeg · Coreia do Norte    | 9:29.18  | Wu Yufeng · China                 | 9:31.22  |
| 5.000 metros                | Haruka Kyuma · Japão                      | 16:07.74 | Moe Kyuma · Japão                  | 16:08.17 | Kim Hyr Gyeeg · Coreia do Norte   | 16:32.02 |
| 100 metros com barreiras    | Wang Dou · China                          | 13.80    | Hsieh Ching-Ju · Taipé Chinesa     | 14.11    | Lui Lai Yiu · Hong Kong           | 14.59    |
| 400 metros com barreiras    | Nguyen Thi Huyen · Vietname               | 59.92    | Marina Zaiko · Cazaquistão         | 60.00    | Lo Pei-Lin · Taipé Chinesa        | 61.45    |
| 3.000 metros com obstáculos | Li Ting-Yu · Taipé Chinesa                | 10:44.94 | Mizuki Sado · Japão                | 10:45.07 | RAC Jayamini · Sri Lanka          | 10:55.76 |
| Revezamento 4 x 100 metros  | Tailândia                                 | 46.87    | Indonésia                          | 47.24    | Taipé Chinesa                     | 47.32    |
| Revezamento 4 x 400 metros  | Cazaquistão                               | 3:43.49  | Sri Lanka                          | 3:46.76  | Índia                             | 3:49.09  |
| Marcha atlética 10 km       | Lee Jeongeun Coreia do Sul                | 49:04.60 | Wang Yalan · China                 | 50:01.15 | Khushbir Kaur · Índia             | 50:39.40 |
| Salto em altura             | Wu Meng-Chia · Taipé Chinesa              | 1.79 m   | HM Nimesha Siriwardane · Sri Lanka | 1.79 m   | Liu Xiao Yun · China              | 1.76 m   |
| Salto com vara              | Xu Huiqin · China                         | 4.25 m   | Chuah Yu Tian · Malásia            | 3.40 m   | Liu Yu-Yao · Taipé Chinesa        | 3.20 m   |
| Salto em comprimento        | Chen Mudan · China                        | 6.18 m   | Wu Meng-Chia · Taipé Chinesa       | 6.02 m   | Yuka Suda · Japão                 | 6.00 m   |
| Salto triplo                | Chen Mudan · China                        | 13.67 m  | Dilyara Abuova · Cazaquistão       | 13.35 m  | Hung Pei-Ning · Taipé Chinesa     | 13.01 m  |
| Arremesso de peso           | Lai Li-Chun · Taipé Chinesa               | 14.25 m  | Lee Mina Coreia do Sul             | 14.12 m  | Thongchao Sawitri · Tailândia     | 13.98 m  |
| Arremesso de disco          | Subenrat Insaeng · Tailândia              | 54.08 m  | Navjeet Kaur Dhillon · Índia       | 44.78 m  | Jeong Ye-lim Coreia do Sul        | 41.32 m  |
| Lançamento do martelo       | Yan Ni · China                            | 59.94 m  | Park Seo-jin Coreia do Sul         | 54.03 m  | Misaki Fukushima · Japão          | 50.78 m  |
| Lançamento do dardo         | Liu Shiying · China                       | 53.02 m  | Yumi Shimabukuro · Japão           | 49.64 m  | Heo Hyo-jeng Coreia do Sul        | 45.46 m  |
| Heptatlo                    | Purnima Hembram · Índia                   | 4979 pts | Sunisa Khotseemueang · Tailândia   | 4902 pts | Nadezhda Kirnos · Cazaquistão     | 4585 pts |

## Quadro de medalhas
| Ordem | País            | Ouro | Prata | Bronze |     |
| 1     | China           | 15   | 5     | 3      | 23  |
| 2     | Taipé Chinesa   | 6    | 3     | 6      | 15  |
| 3     | Índia           | 4    | 4     | 5      | 13  |
| 4     | Tailândia       | 4    | 2     | 2      | 8   |
| 5     | Catar           | 4    | 1     | 1      | 6   |
| 6     | Japão           | 3    | 13    | 6      | 22  |
| 7     | Sri Lanka       | 2    | 2     | 2      | 6   |
| 8     | Irão            | 2    | 1     | 4      | 7   |
| 9     | Cazaquistão     | 1    | 4     | 3      | 8   |
| 10    | Arábia Saudita  | 1    | 3     | 2      | 6   |
| 11    | Coreia do Sul   | 1    | 2     | 2      | 5   |
| 12    | Vietname        | 1    | 0     | 1      | 2   |
| 13    | Malásia         | 0    | 1     | 2      | 3   |
| 14    | Kuwait          | 0    | 1     | 1      | 2   |
| 15    | Coreia do Norte | 0    | 1     | 1      | 2   |
| 16    | Indonésia       | 0    | 1     | 0      | 1   |
| 17    | Hong Kong       | 0    | 0     | 2      | 2   |
| 18    | Singapura       | 0    | 0     | 2      | 2   |
| Total | Total           | 44   | 44    | 45     | 133 |

## Participantes
Um total 25 nacionalidades participaram do evento.
- Barém
- Bangladesh
- China
- Taipé Chinesa
- Hong Kong
- Indonésia
- Índia
- Irão
- Japão
- Jordânia
- Cazaquistão
- Coreia do Sul
- Líbano
- Macau
- Malásia
- Maldivas
- Filipinas
- Catar
- Arábia Saudita
- Singapura
- Síria
- Sri Lanka
- Tailândia
- Uzbequistão
- Vietname